# Адолф II фон Глайхен-Рембда
Адолф II фон Глайхен-Рембда (на немски: Adolf II von Gleichen-Rembda; * пр. 1492; † 1523/1537) е граф на Глайхен-Рембда.

## Произход
Той е третият син на граф Ернст XI (X/XII) фон Глайхен-Бланкенхайн-Рембда-Алтернберг († 1492) и съпругата му Катарина фон Ризенбург († сл. 1297). Брат е на Ернст XIII († 1504), граф на Глайхен-Рембда-Бланкенхайн, и на Хектор I († 1548), господар на Ремда, Бланкенхайн-Шауенфорст.

## Деца
Адолф II фон Глайхен-Рембда има един син:
- Йоахим Якоб († пр. 1544), граф на Глайхен-Рембда, женен за Амалия фон Мансфелд-Фордерорт († сл. 1554), дъщеря на граф Ернст II фон Мансфелд-Фордерорт († 1531).
  - Адолф IV фон Глайхен-Рембда († 1563), граф на Глайхен-Рембда, женен за Барбара фон Китлитц (* 1543; † 21 януари 1565)